# リチャード・ワイズマン

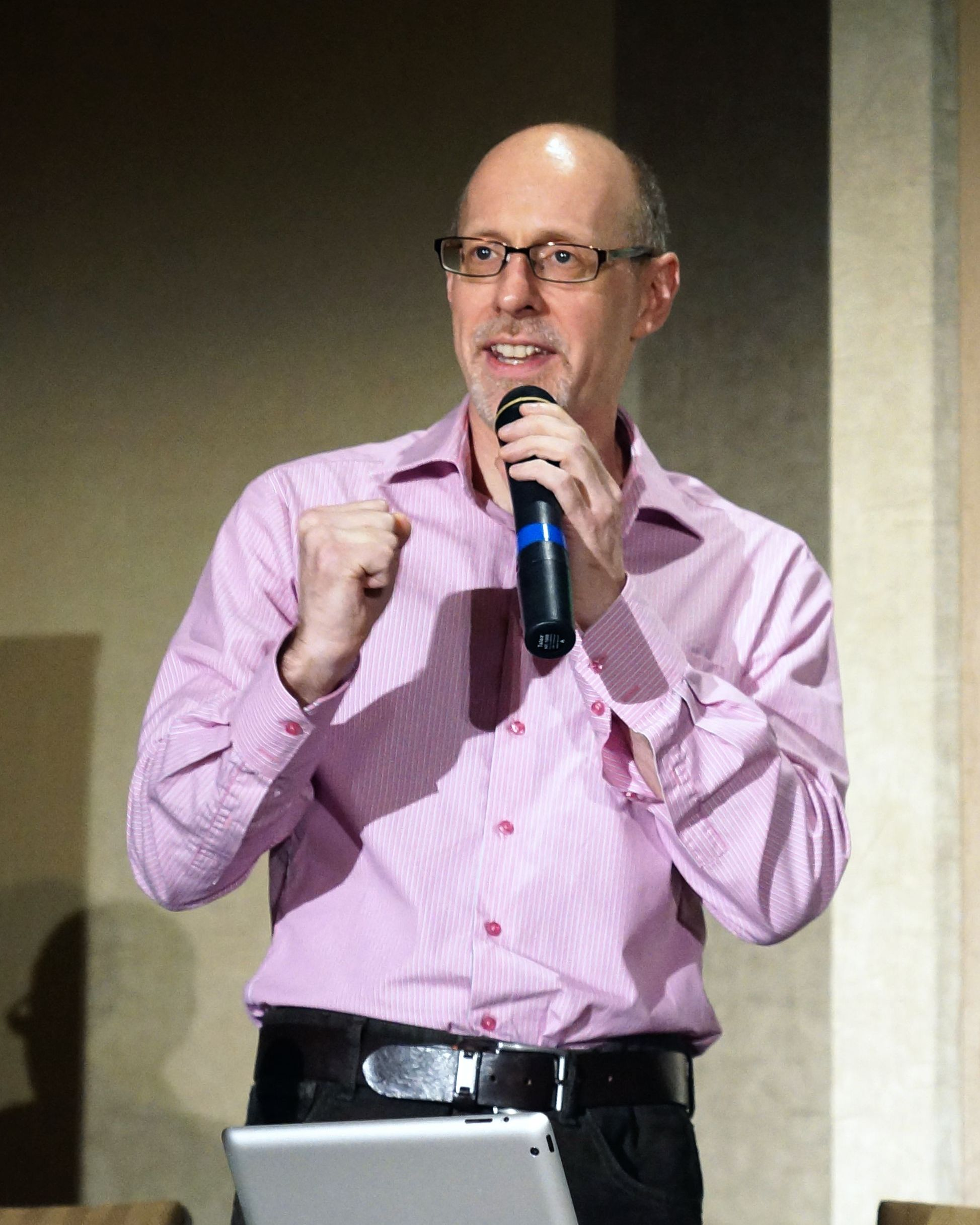
リチャード・ワイズマン

リチャード・ワイズマン（英語: Richard Wiseman、1966年 - ）は、イギリスのロンドン出身の心理学者。
10歳から奇術を始め、20歳代前半にはプロのマジシャンとして世界的に活動。やがて奇術の裏にある人間の心理に強い関心を抱き始め、ロンドン大学で心理学を専攻。同大学卒業後、エディンバラ大学で心理学の博士号を取得。ハートフォードシャー大学で研究室を持つまでになる。
超常現象を疑問視する研究においても世界的に知られており、被験者の膨大なデータの分析による科学的なアプローチを得意としている。自らウェブサイト上で被験者を募り、大規模調査プロジェクトを進めている。2002年、社会科学分野における一般向けの優れた業績を顕彰するジョセフ・リスター賞（イギリス科学協会）を受賞。
疑似科学を鋭く批判する一方で、一般向けの科学書の執筆やテレビ番組の制作、ビジネスコンサルタントとして企業での講演など、幅広い啓蒙活動を行っている。

## 日本語訳された著作
- 『運のいい人、悪い人 - 運を鍛える四つの法則』（矢羽野薫訳、角川書店） 2004.1、のち改題『運のいい人の法則』（角川文庫） 2011
- 『Qのしっぽはどっち向き? 3秒で人を見抜く心理学』（殿村直子訳、日本放送出版協会） 2008.6
- 『その科学が成功を決める』（木村博江訳、文藝春秋） 2010.1、のち文春文庫
- 『超常現象の科学 なぜ人は幽霊が見えるのか』（木村博江訳、文藝春秋） 2012.2
- 『その科学があなたを変える』（木村博江訳、文藝春秋） 2013.10
- 『よく眠るための科学が教える10の秘密』（木村博江訳、文藝春秋） 2015．11
- 『マンガ 科学の力で運がよくなる! 』中野信子他4名共著 (マキノ出版)2018.5
- 『デビッド・カッパーフィールド マジックの歴史』デビッド・カッパーフィールド、デビッド・ブリットランド共著 (宮中桂煥訳、東京堂出版) 2022.9